# Singles Collection
Singles Collection ist die zweite EP der kanadischen Metal-Band Spiritbox. Das Album wurde im April 2019 über Pale Chord Records veröffentlicht.

## Entstehung
Im Jahre 2018 schloss sich der Bassist Bill Crook der Band an. Crook spielte zuvor in der Pop-Punk-Band Living with Lions. Kurze Zeit später fand die Band mit Ryan Loerke einen festen Schlagzeuger. Der mit der Band befreundete Jason Mageau gründete das Plattenlabel Pale Chord Records und nahm Spiritbox unter Vertrag. Mageau schlug der Band vor, nicht auf Tournee zu gehen und Geld zu verlieren. Stattdessen wollte er online eine Fanbasis aufbauen. Zusammen mit Daniel Braunstein und Tim Creviston nahm der Gitarrist Mike Stringer nahm die Band mehrere Lieder auf, von denen vier nach und nach zwischen September 2018 und Februar 2019 als Single veröffentlicht wurden.
Die EP wurde zunächst in einer limitierten Auflage von 250 Einheiten in Kanada im April 2019 veröffentlicht. Die reguläre Veröffentlichung der EP erfolgte schließlich am 14. Juni 2019 als CD, Download, Streaming und Vinylplatte. Die Standardversion beinhaltet neben den vier vorab veröffentlichten Singles zusätzlich das Lied Bleach Bath.
Über die Texte der fünf Lieder erklärte Sängerin Courtney LaPlante, dass sie autobiographisch wären. Sie handeln von ihr zu einer Zeit, in der sie sich depressiv fühlte und „gerade so das Bett verlassen konnte“, weil sie sich so unglücklich fühlte. In einem Interview anlässlich der Veröffentlichung ergänzte LaPlante, dass sie sich selbst nicht mehr in den Texten wiederfinden könne. Am 9. November 2021 wurde die EP neu veröffentlicht und um die Singles Rule of Nines und Blessed Be ergänzt, die zwischen der ursprünglichen Fassung der EP und dem Debütalbum Eternal Blue erschienen sind.

## Titelliste
1. Perennial – 4:06
2. Electric Cross – 5:23
3. Trust Fall – 5:19
4. Belcarra – 3:55
5. Bleach Bath – 5:05
6. Rule of Nines – 3:31  1
7. Blessed Be – 4:05  1

## Rezeption
Andrei Dan vom Onlinemagazin The Metal Observer beschrieb die EP als „große Überraschung“, da die Musik „einen der verrücktesten Cocktails von Einflüssen enthält“. Die „Kreativität und die Stimmung“, die Spiritbox in die fünf Songs legen, „wären völlig anders“. Wer Djent mag sollte sich diese EP anhören. Andrei Dan vergab neun von zehn Punkten.